# Piz Duan
Piz Duan är en bergstopp i Schweiz.   Den ligger i regionen Maloja och kantonen Graubünden, i den sydöstra delen av landet, 180 km öster om huvudstaden Bern. Toppen på Piz Duan är 3 131 meter över havet, eller 487 meter över den omgivande terrängen. Bredden vid basen är 10,6 km.
Terrängen runt Piz Duan är huvudsakligen bergig, men åt nordost är den kuperad. Runt Piz Duan är det glesbefolkat, med 8 invånare per kvadratkilometer.. Närmaste större samhälle är Silvaplana, 18,7 km nordost om Piz Duan. 
Trakten runt Piz Duan består i huvudsak av gräsmarker.